# Дачне (Алчевський район)
Да́чне — село в Україні, у  Кадіївській міській громаді Алчевського району Луганської області. Населення становить 26 осіб. Орган місцевого самоврядування — Фрунзенська селищна рада.
Знаходиться на тимчасово окупованій території України.
Відповідно до Розпорядження Кабінету Міністрів України від 12 червня 2020 року № 717-р «Про визначення адміністративних центрів та затвердження територій територіальних громад Луганської області» увійшло до складу Кадіївської міської громади.

## Географія
Географічні координати: 48°40' пн. ш. 38°42' сх. д. Часовий пояс — UTC+2. Загальна площа села — 0,26 км².
Село розташоване за 28 км від Слов'яносербська та за 3 км від смт Фрунзе. Найближча залізнична станція — Водопровід, за 2 км. Через село протікає річка Лугань. Сусідні населені пункти: село Жолобок на півночі, селище Фрунзе (нижче за течією Лугані) на сході, село Червоний Лиман на південному сході, Весняне на півдні; місто Кіровськ на південному заході, селище Голубівське на заході (обидва вище за течією Лугані); селище Донецький на північному заході.

## Історія
Поселення засноване 1867 року як хутір Дачний, а 1957 року отримало статус села.

## Населення
За даними перепису 2001 року населення села становило 26 осіб, з них усі 100% зазначили рідною українську мову.